# Martin Schongauer

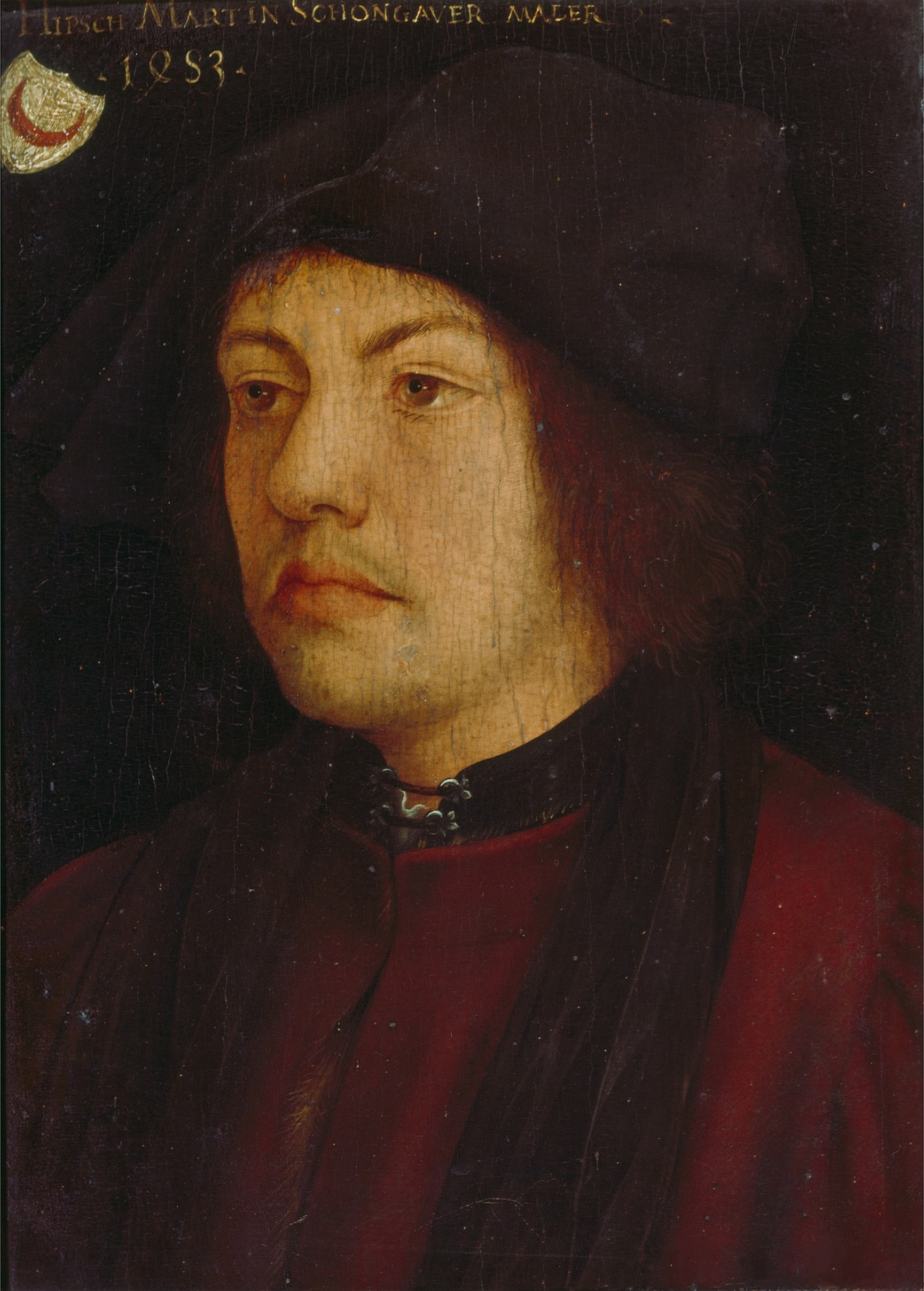
Martin Schongauer, von Hans Burgkmair, um 1510

Martin Schongauer (* um 1445/1450 in Colmar, Elsass; † 2. Februar 1491 in Breisach am Rhein) war ein deutscher Kupferstecher und Maler.

## Leben
Über sein Leben sind wenige Daten gesichert. Vermutlich wurde er um 1450 oder einige Jahre früher in Colmar geboren, wo sich sein Vater Caspar, ein Goldschmied aus Augsburg, gegen 1440 niedergelassen hatte. Die Familie bewohnte das Haus zur Geige, das Eckhaus der später bezeichneten Schongauer- und Schädelgasse. 1445 wurde Caspar Schongauer Mitglied des Stadtrates. Die Söhne Georg und Paul wählten den Beruf des Vaters, Ludwig wurde ebenfalls Maler. Die erste Lehrzeit verbrachte Martin wahrscheinlich in der väterlichen Werkstatt oder möglicherweise als Lehrling bei Caspar Isenmann. Anschließend dürfte er eine gewisse Zeit in der Werkstatt des Hans Pleydenwurff in Nürnberg gearbeitet haben, wo er eine frühe Auseinandersetzung mit der neuen naturalistischen Malweise der  Ars nova der Niederländer (Jan van Eyck, Rogier van der Weyden) kennenlernte.

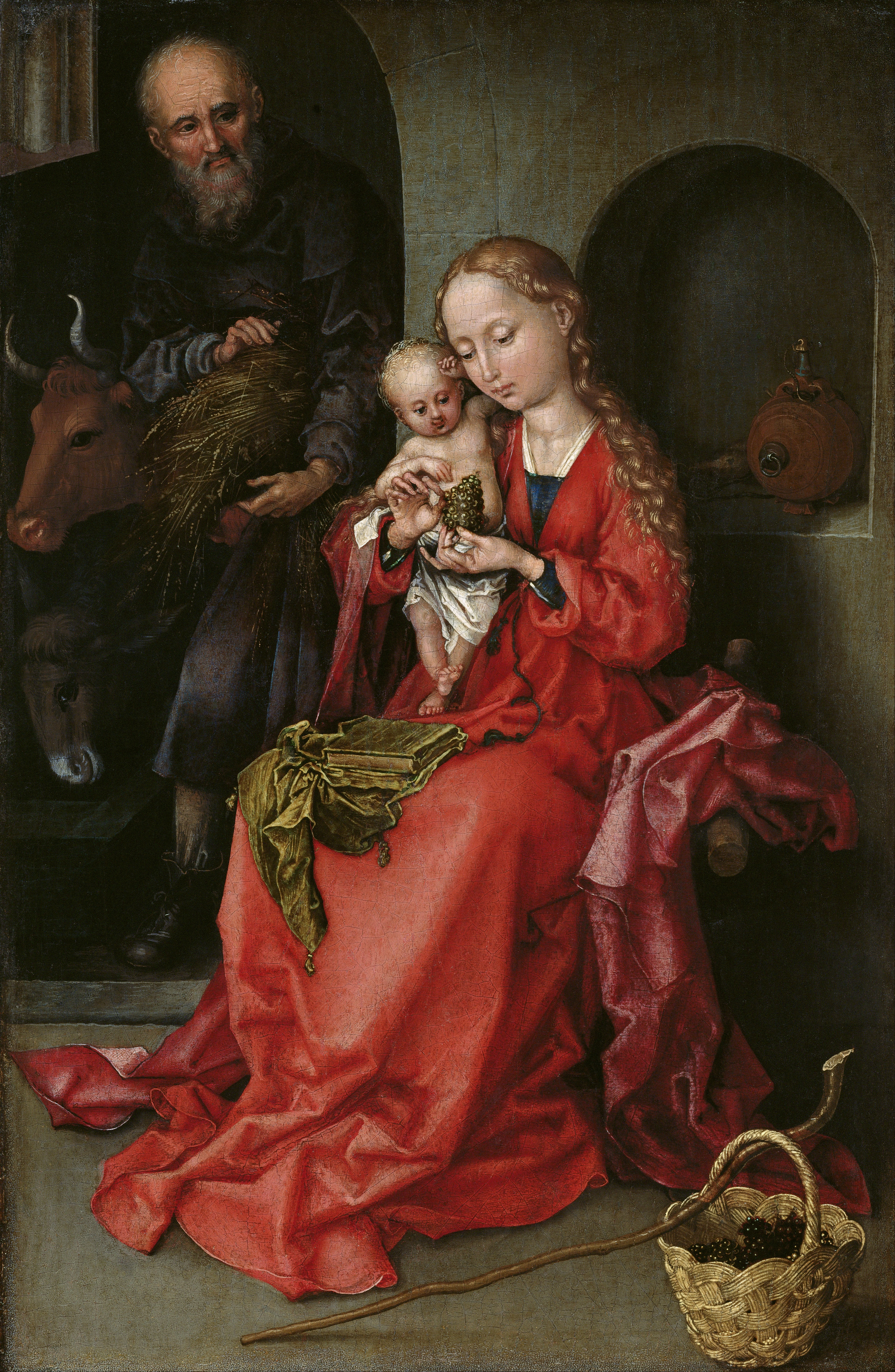
Heilige Familie, 1480–1490, Öl auf Buchenholz, 26,3 × 17,2 cm, Kunsthistorisches Museum Wien

Ab 1465 war er für wenige Semester an der Leipziger Universität immatrikuliert. Spätestens um 1469/70 trat er die obligatorische Wanderschaft an; sie führte ihn nach Burgund und in die Niederlande: Sein Werk zeigt Einflüsse der Kunst Rogier van der Weydens, dessen Weltgerichtsaltar in Beaune er sicher gesehen hat, sowie von Dieric Bouts, der Kölner Malerschule um Stefan Lochner und der flämischen Schule um Jan van Eyck.
1470 soll er sich in Colmar niedergelassen haben. Zu seinen Lebzeiten war er vor allem als Maler berühmt. Er gelangte offenbar zu einigem Wohlstand, war mehrfacher Hausbesitzer und blieb anscheinend unverheiratet.
Dass er anlässlich einer Reise nach Basel im Juni 1489 als „Bürger von Breisach“ bezeichnet wird, beweist, dass er zu dieser Zeit bereits wegen eines großen Auftrags für Wandmalereien im dortigen Münster nach Breisach umgezogen war.
Im Jahr 1492, eben nach dem Tod Martins, empfingen seine Brüder den jungen Albrecht Dürer.

## Zur Bedeutung
Vermutlich seiner delikaten Malerei wegen wurde Schongauer von seinen Zeitgenossen „Martin Schön“ oder „Hübsch Martin“ genannt. Erhalten haben sich von seinen Gemälden nur sehr wenige. Aus dem Jahr 1473 stammt sein malerisches Hauptwerk, die Madonna im Rosenhag (Dominikanerkirche Colmar), sein einziges (nicht eigenhändig) datiertes Gemälde, dessen ursprünglicher Standort nicht bekannt ist. Dieses Meisterwerk spätgotischer Madonnenbilder zeichnet sich durch große Klarheit in Komposition und Ausführung aus.
Außer einem Paar Altarflügel, gestiftet von dem Präzeptor Jean d’Orlier für das Antoniterkloster und -hospital in Isenheim (Colmar, Musée d’Unterlinden), dem von Werkstattmitarbeitern ausgeführten ehemaligen Hauptaltar der Dominikaner in Colmar (Colmar, Musée d´Unterlinden) sowie einigen kleineren Tafelbildern, die ebenfalls nicht alle eigenhändig ausgeführt sind, haben sich nur noch die Weltgerichts-Fresken an der inneren Westwand des Breisacher Münsters erhalten, die er möglicherweise wegen seines plötzlichen Todes nicht mehr selbst fertigstellen konnte.

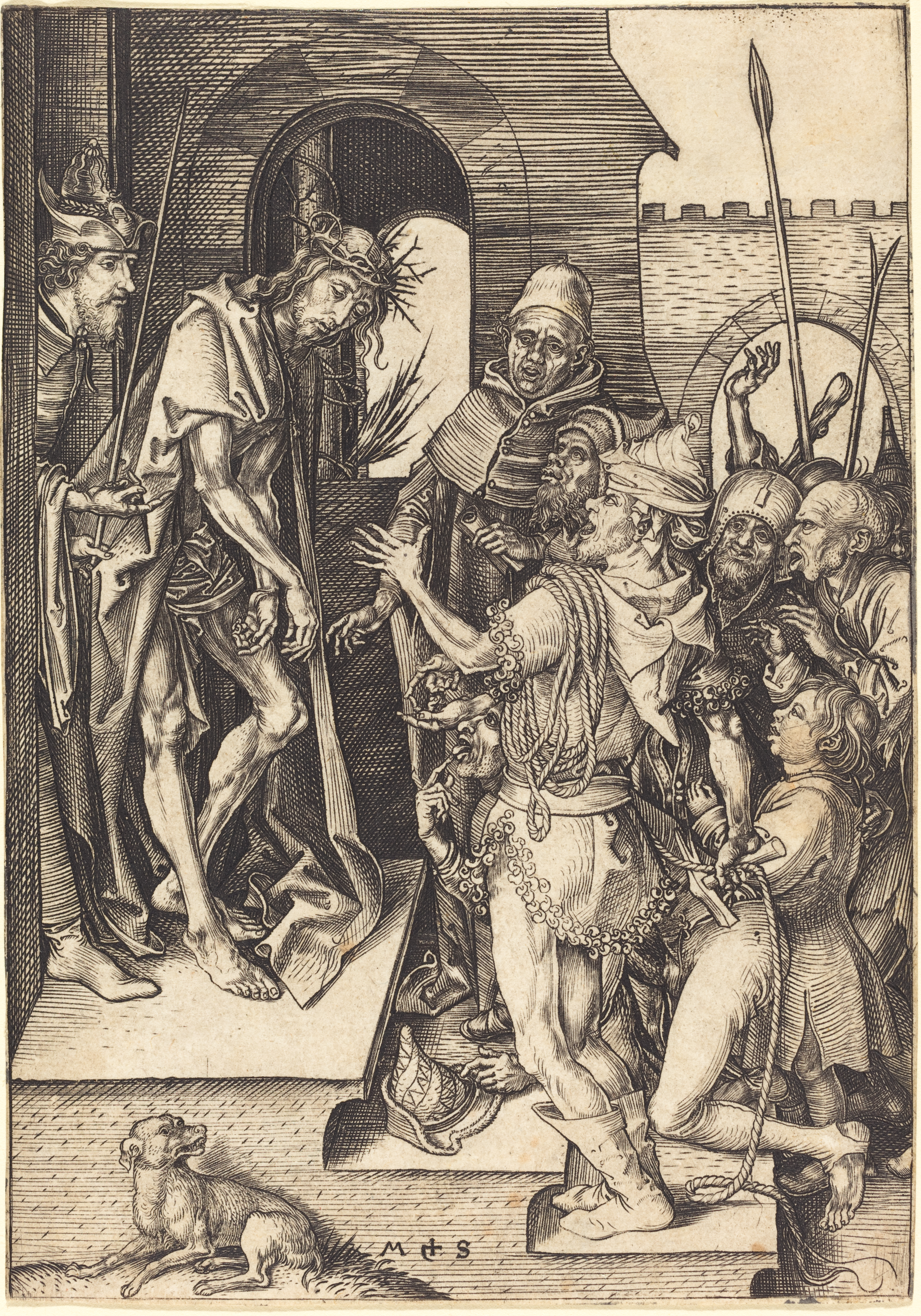
Ecce Homo

Nicht nur wegen der technischen und künstlerischen Qualität seiner Kupferstiche, die die Möglichkeiten dieser Technik zur Vollendung bringen, gilt Schongauer als einer der bedeutendsten Graphiker vor Albrecht Dürer, den er entscheidend beeinflusste. Im Ganzen verläuft die stilistische Entwicklung von breit erzählendem Detailreichtum zu größerer, ernsterer und repräsentativerer Form. Wohl als erster stellte er Druckgraphik in größerer Zahl her und betrieb ihre kommerzielle Verbreitung.

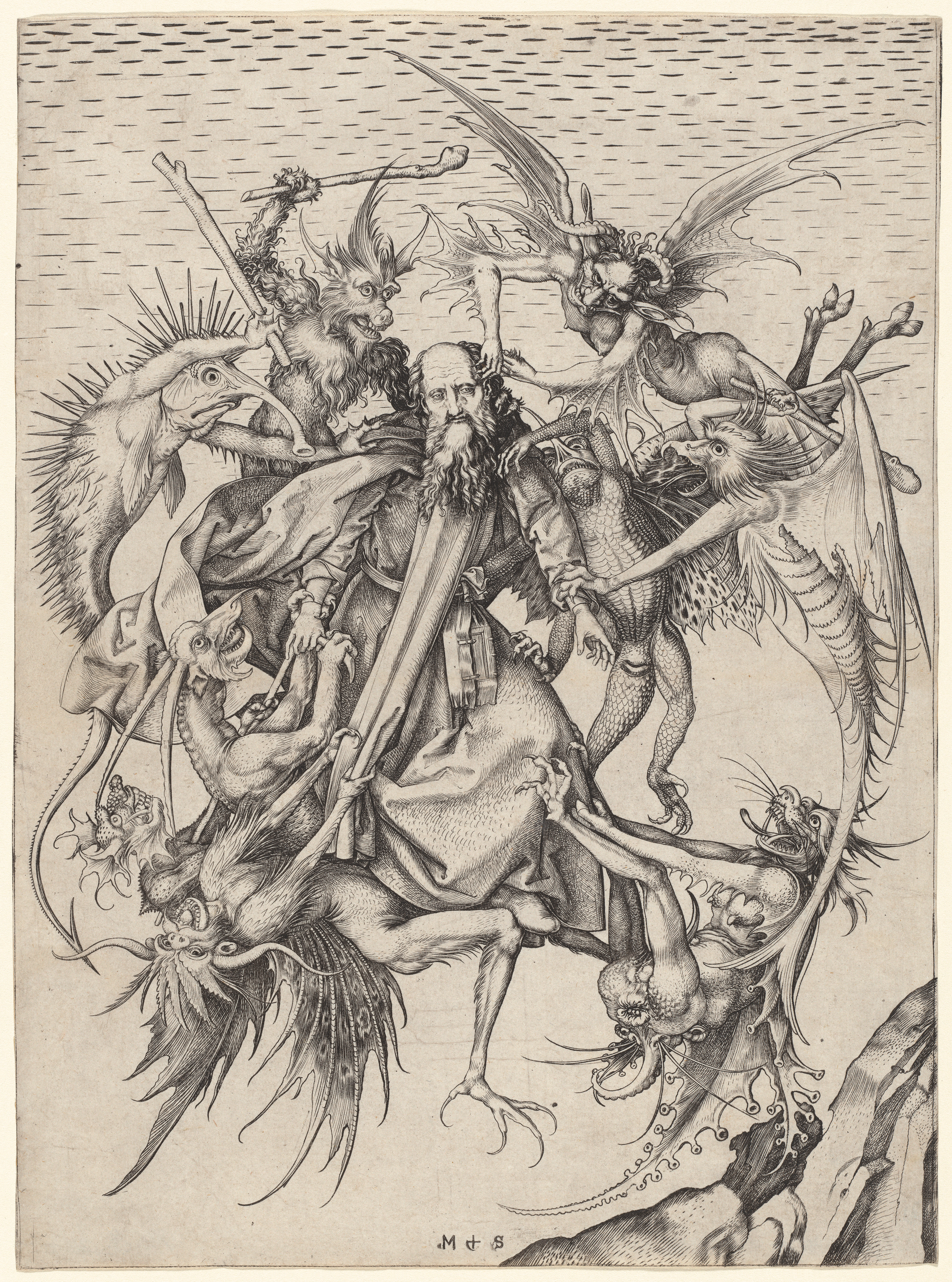
Die Versuchung des Hl. Antonius, ca. 1470–1475

Die Auseinandersetzung mit Schongauers Die Versuchung des Heiligen Antonius stand am Beginn des künstlerischen Schaffens Michelangelos.

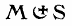
Monogramm

Als erster Stecher hat er seine Werke signiert: Alle 116 erhaltenen Blätter tragen seine Initialen zu Seiten eines Kreuzes mit einem halbmondförmigen Häkchen.

## Werke (Auswahl)

### Gemälde
- Die hl. Barbara und eine andere hl. Jungfrau
- Gegenbild die hl. Catharina und eine andere hl. Jungfrau
- Cunigunda, verlobt an Herzog Otto von Wittelsbach
- Ethisa, Gemahlin des Königs Ferdinand III. von Spanien
- Agnes, vermählt an den Grafen von Thuscien, Nepoten des Papsts Innocentius III.
- Beatrix, Gemahlin Kaisers Otto IV. so nur vier Tage ihre Vermählung überlebte und in Braunschweig …, 1471[8]
- Maria im Rosenhag, 1473, ursprünglich ein Monumentalwerk von 2,50 mal 1,65 Meter, heute noch 2,00 mal 1,15 Meter groß. (Dominikanerkirche  Colmar)[9]
- Heilige Familie, 1475–1480 (Wien, Kunsthistorisches Museum)
- Teile des Marienaltars Orlier-Retabel (Colmar, Musée d’Unterlinden)[10]
- Teile des Dominikaner-Retabel (Colmar, Musée d’Unterlinden)[11]
- Jüngstes Gericht, Fresken und Wandmalereien, um 1489 (Breisacher St. Stephansmünster)
- Heilige Familie, 1475/1480, ein kleines Werk mit gerade mal 26,5 mal 17,0 cm. (München, Alte Pinakothek)[12]
- Anbetung der Hirten (Berlin, Gemäldegalerie)
- Madonna mit Kind in einem Fenster (Los Angeles, Getty-Museum)

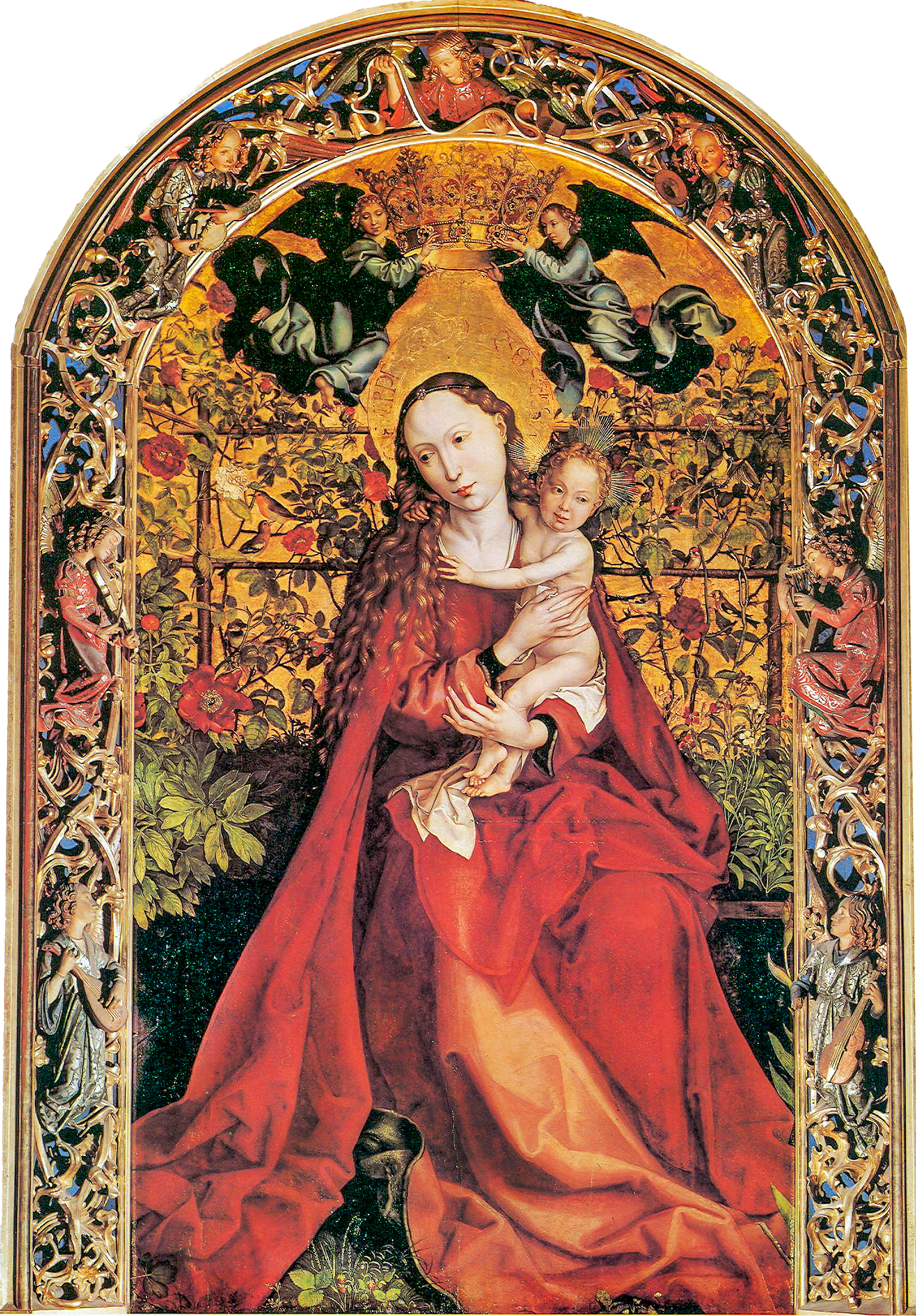
Maria im Rosenhag
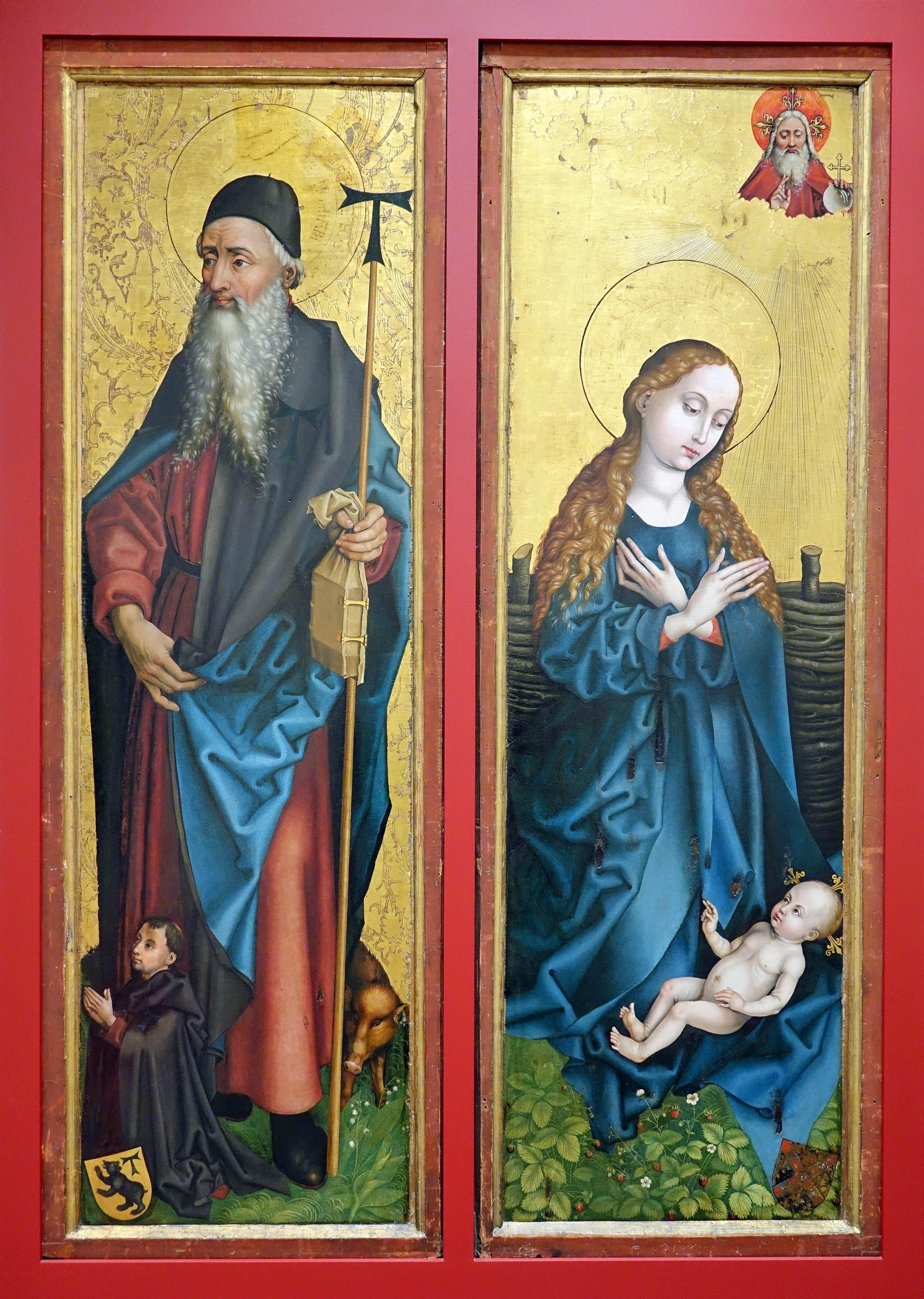
Heiliger Antonius mit Stifter und Geburt Christi, Flügelvorderseiten des Orlier-Retabels
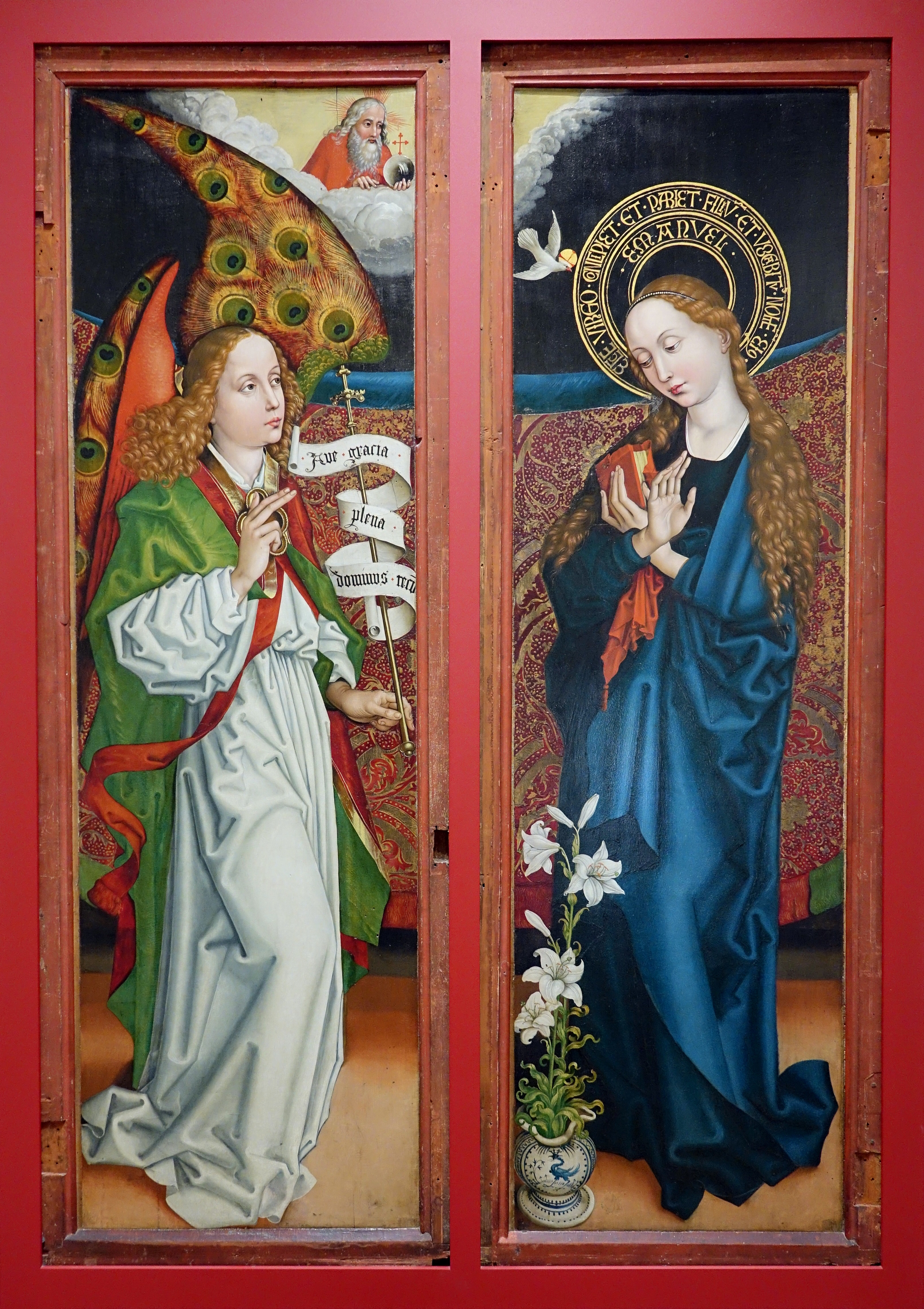
Verkündigung, Flügelrückseiten des Orlier-Retabels
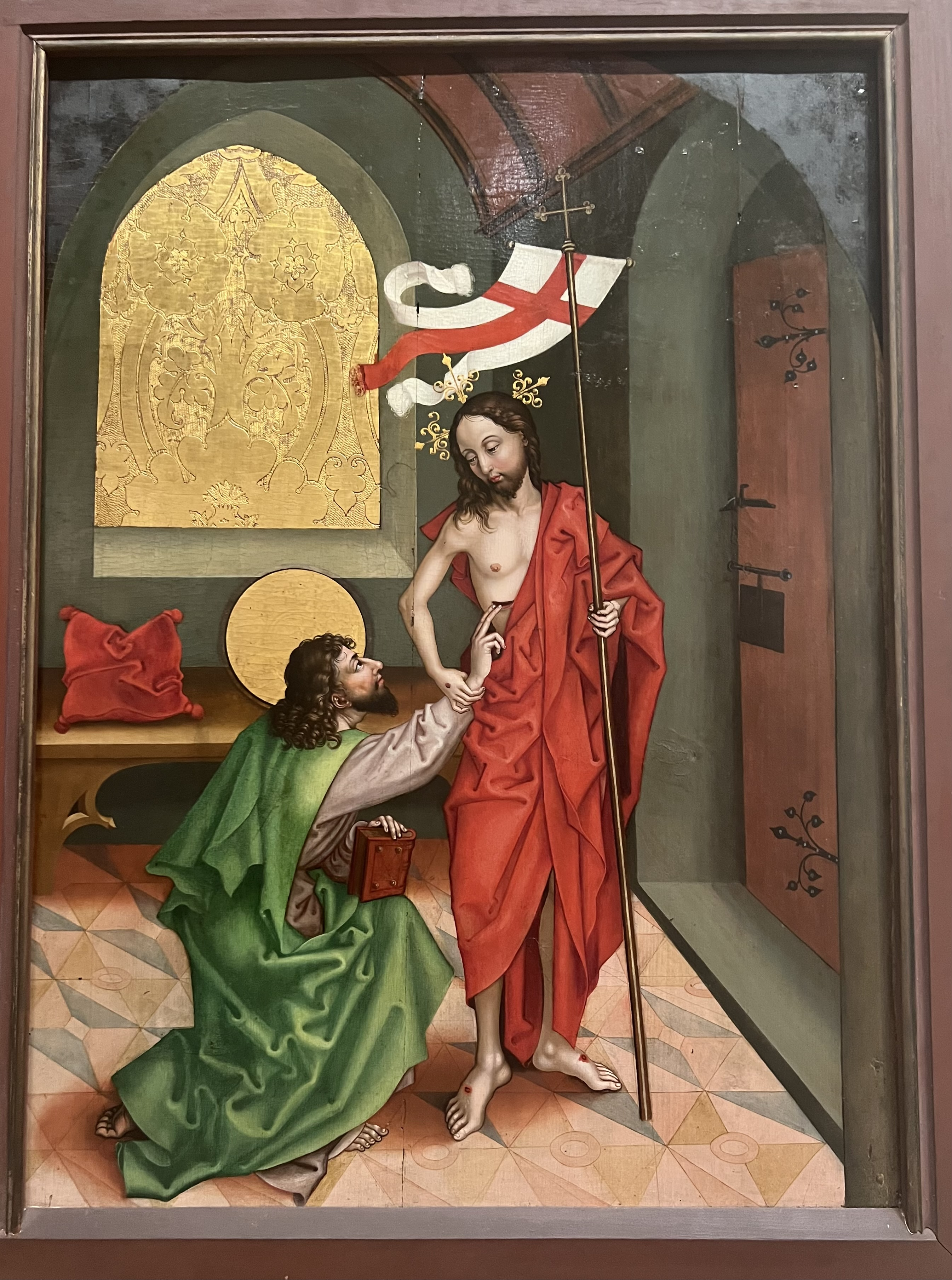
Der ungläubige Thomas, Teil des Dominikaner-Retabels
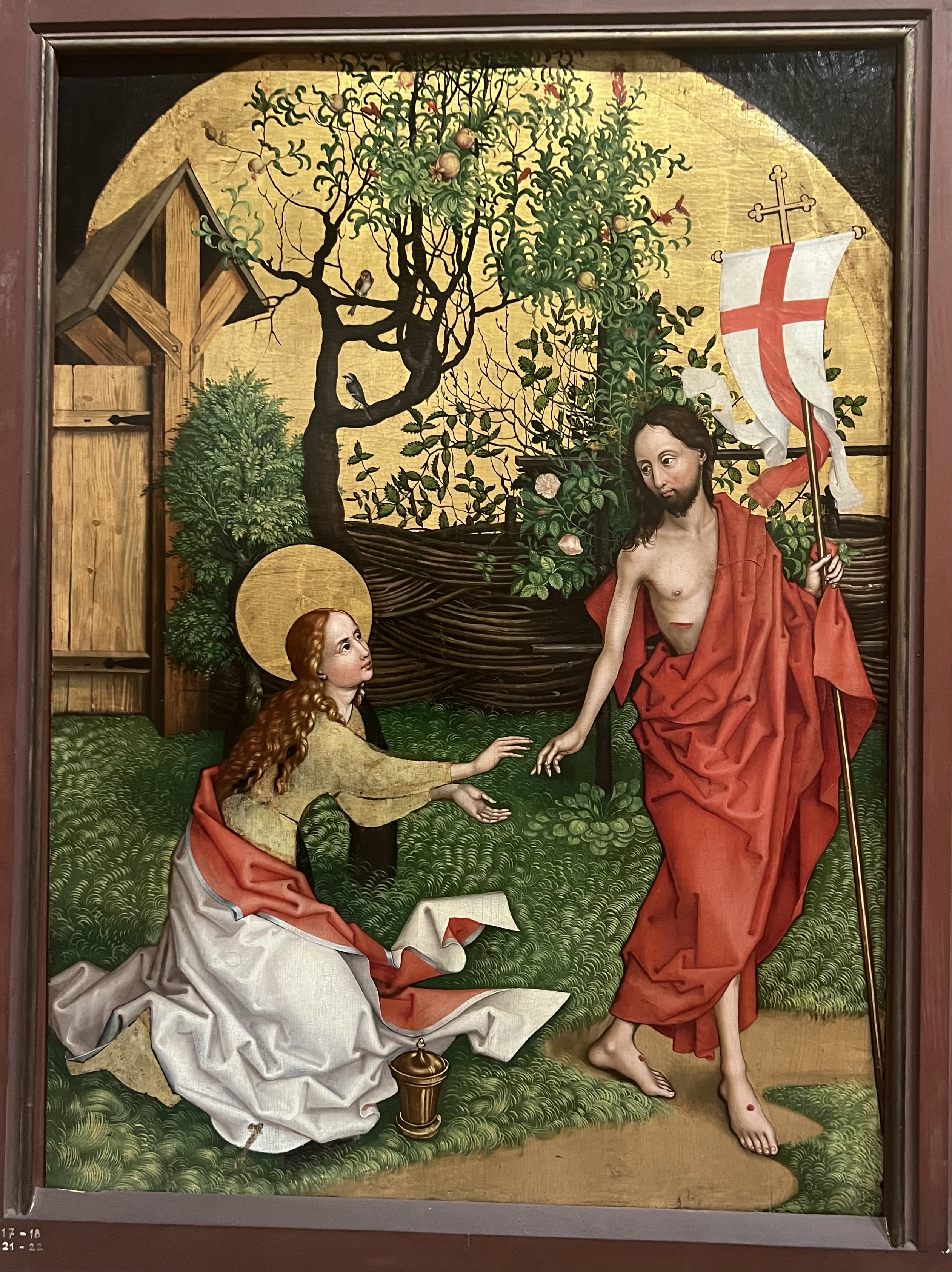
Noli me tangere, Teil des Dominikaner-Retabels
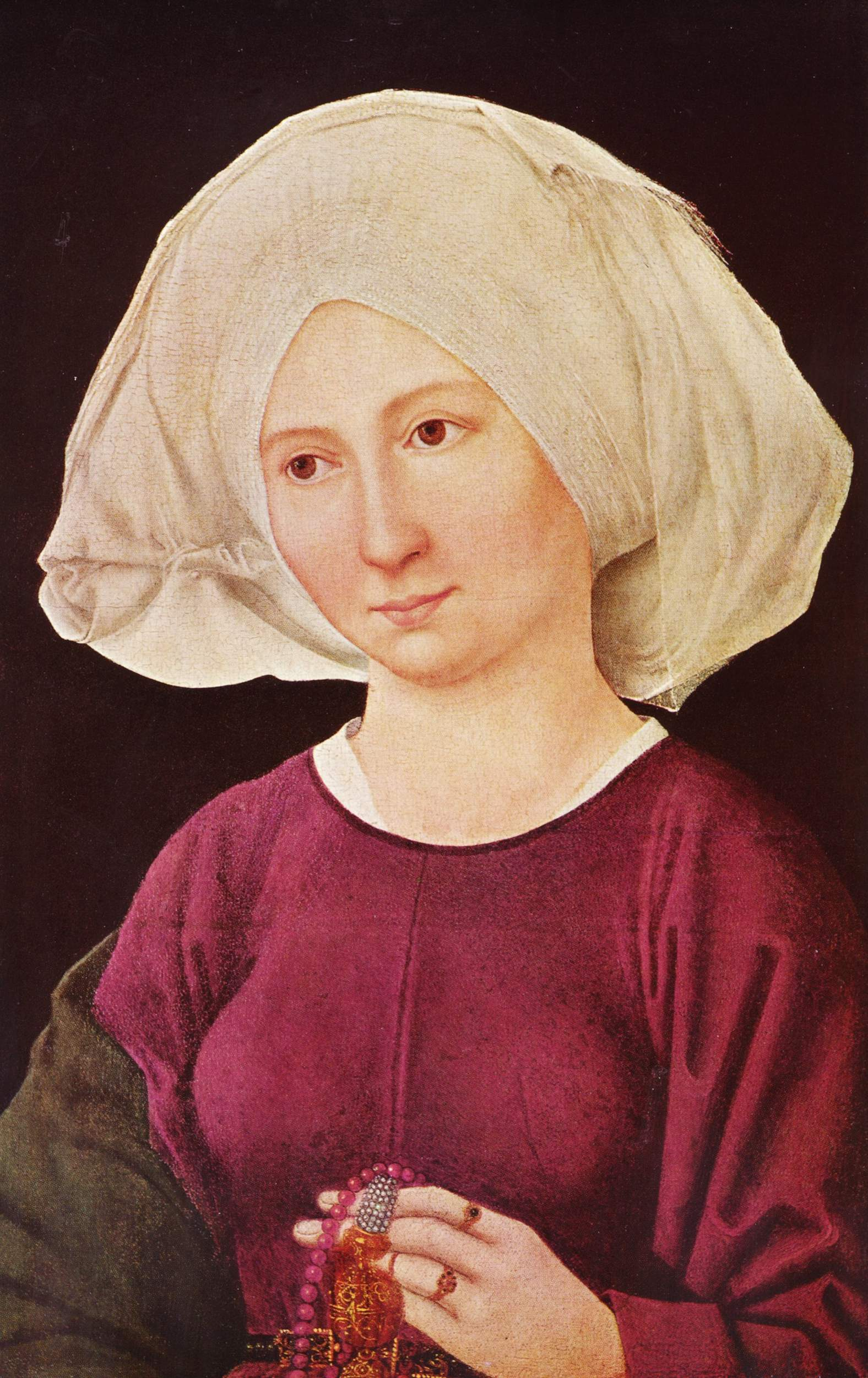
Porträt einer jungen Frau
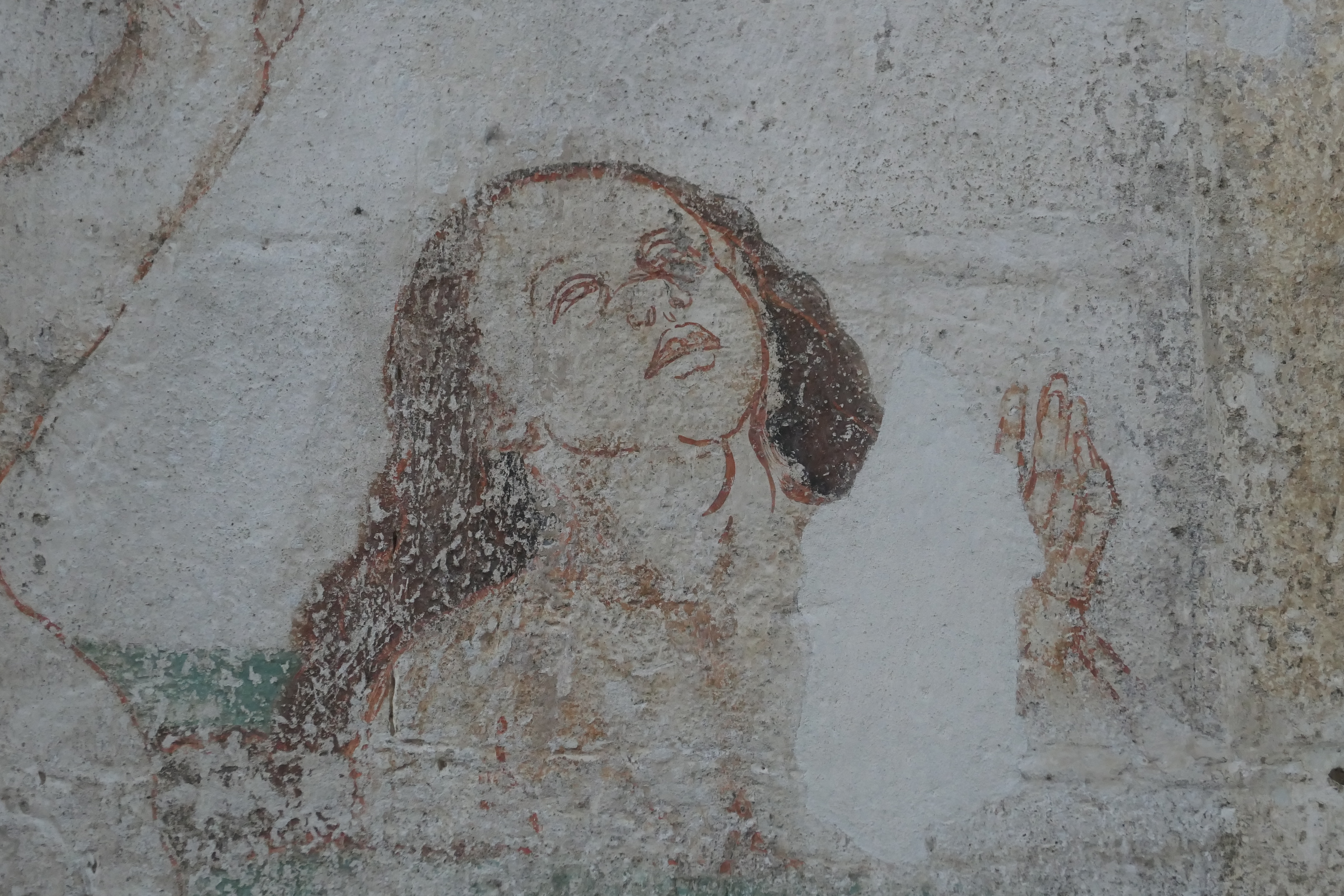
Detail aus Jüngstem Gericht in Breisach
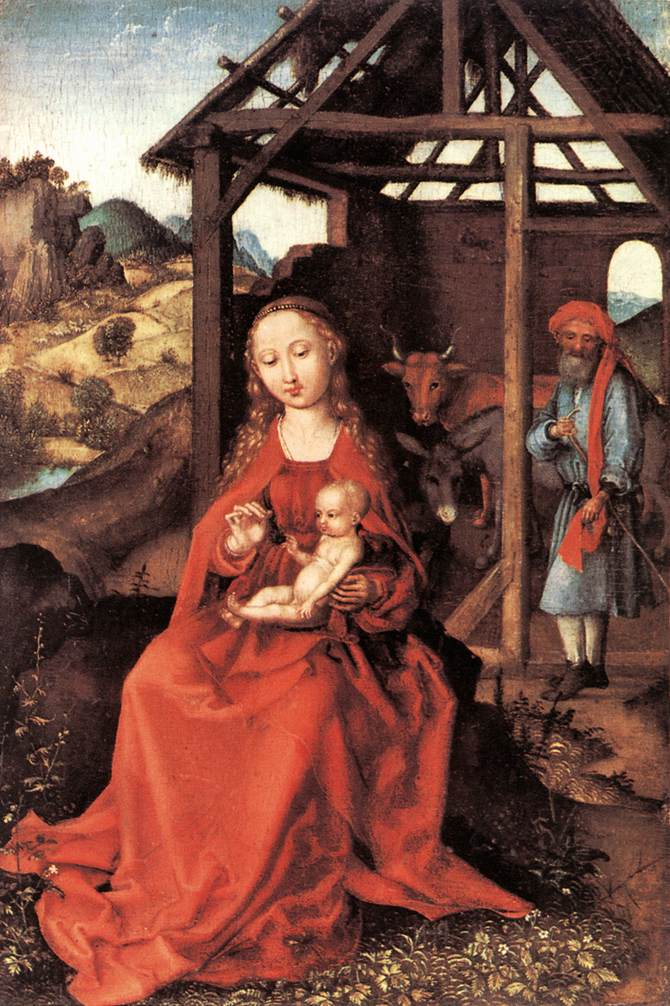
Heilige Familie
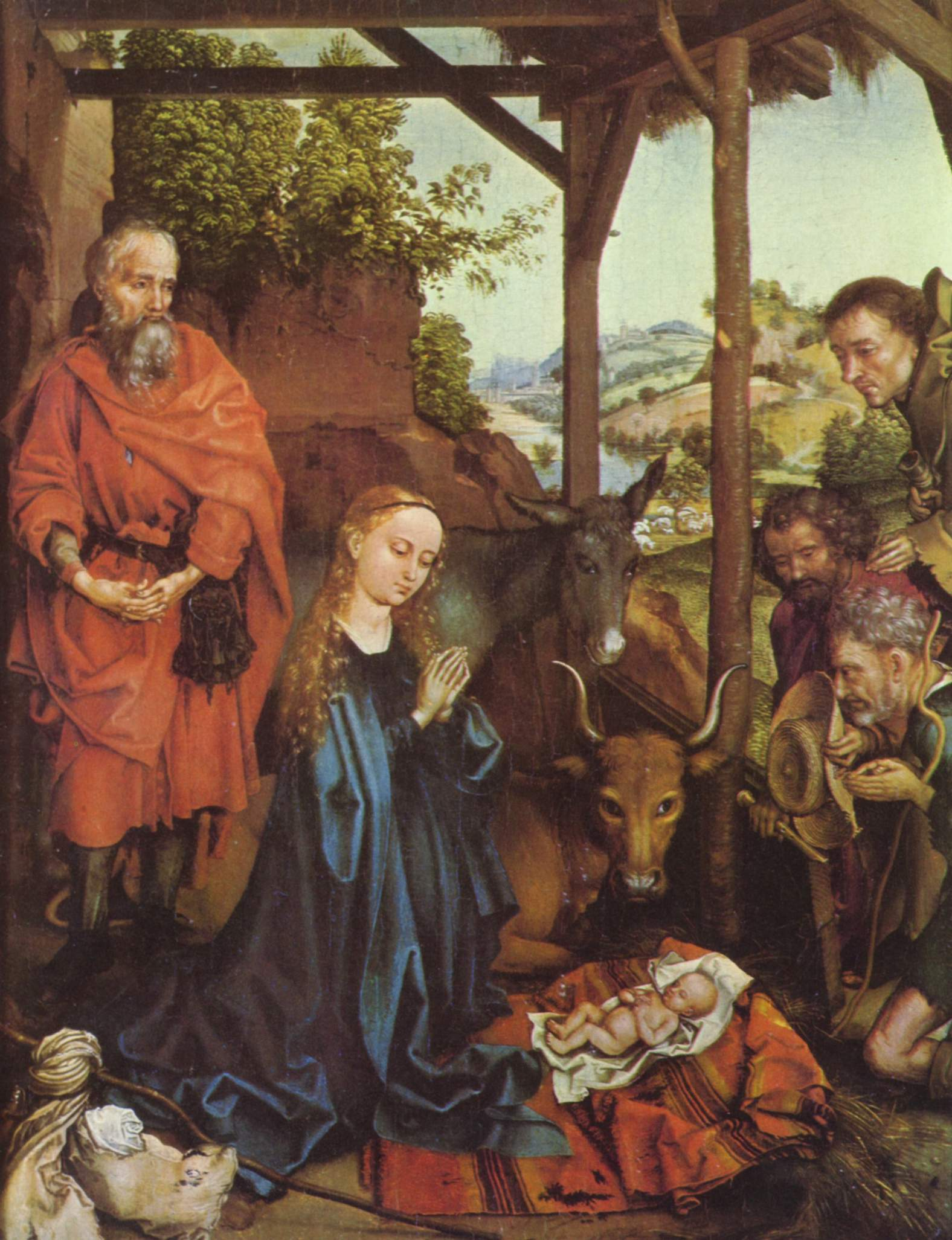
Anbetung der Hirten

### Kupferstiche

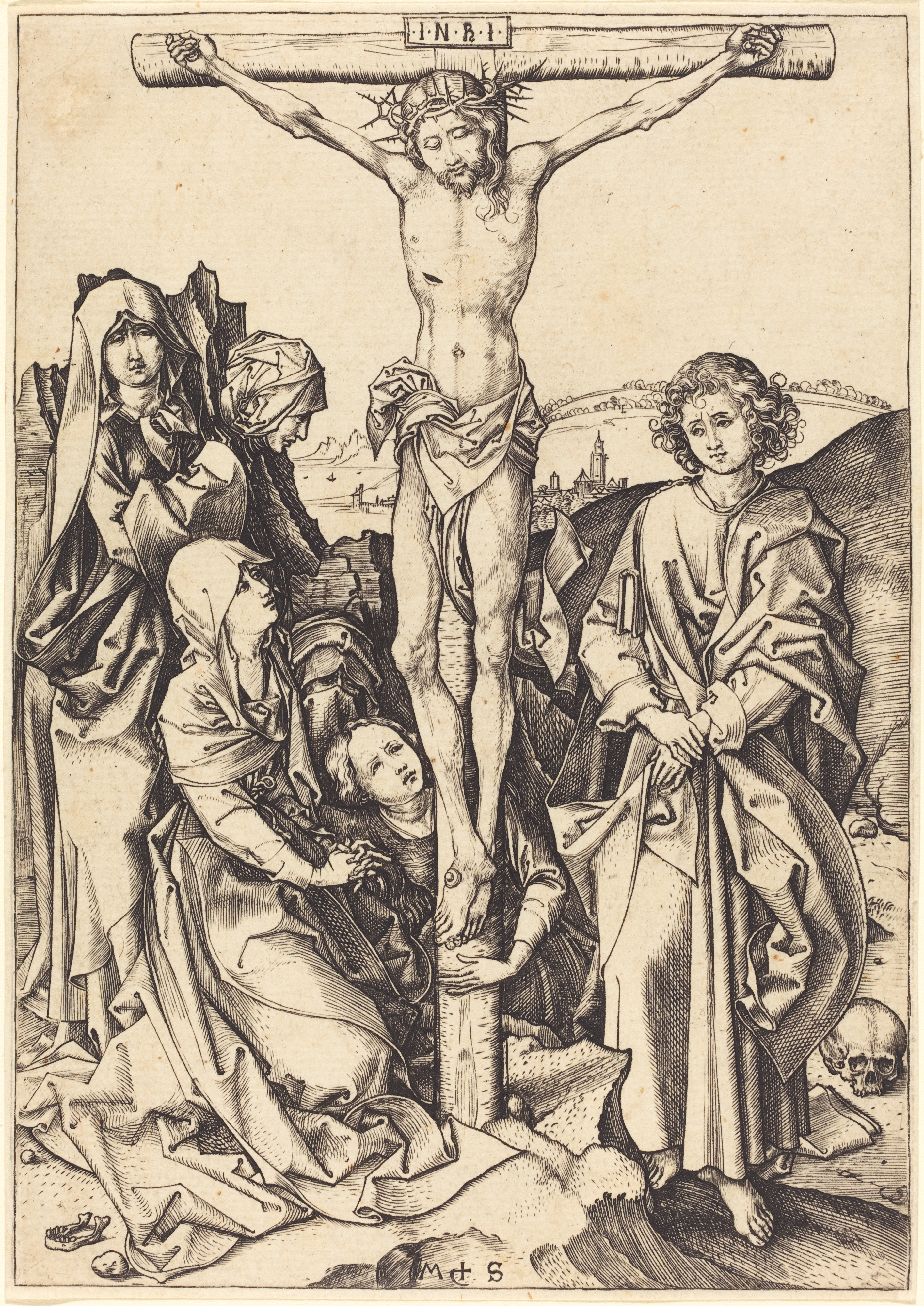
Christus am Kreuz
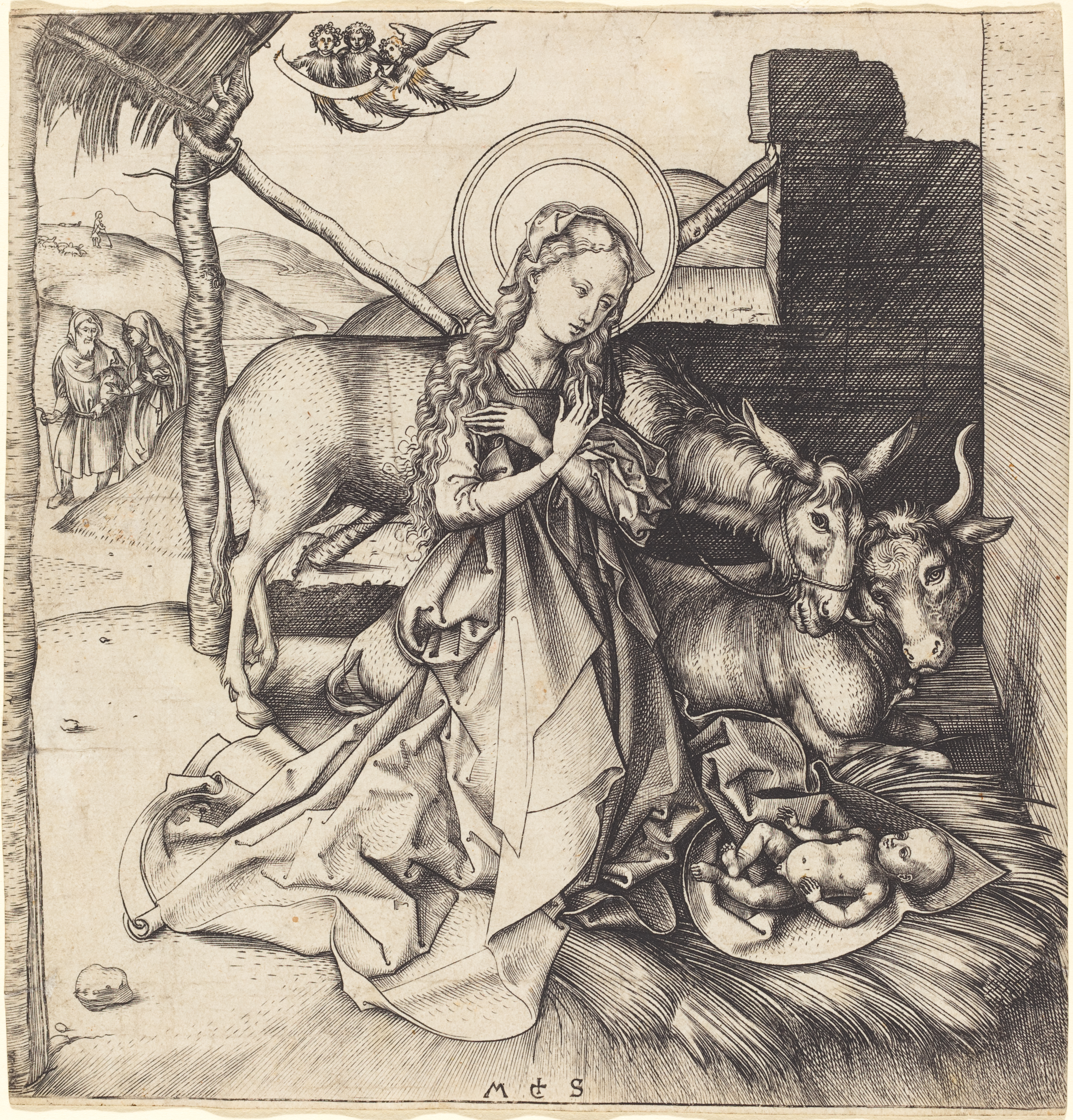
Christi Geburt
Der Heilige Antonius, von Dämonen gepeinigt, ca. 1470, Städel Museum, Frankfurt am Main
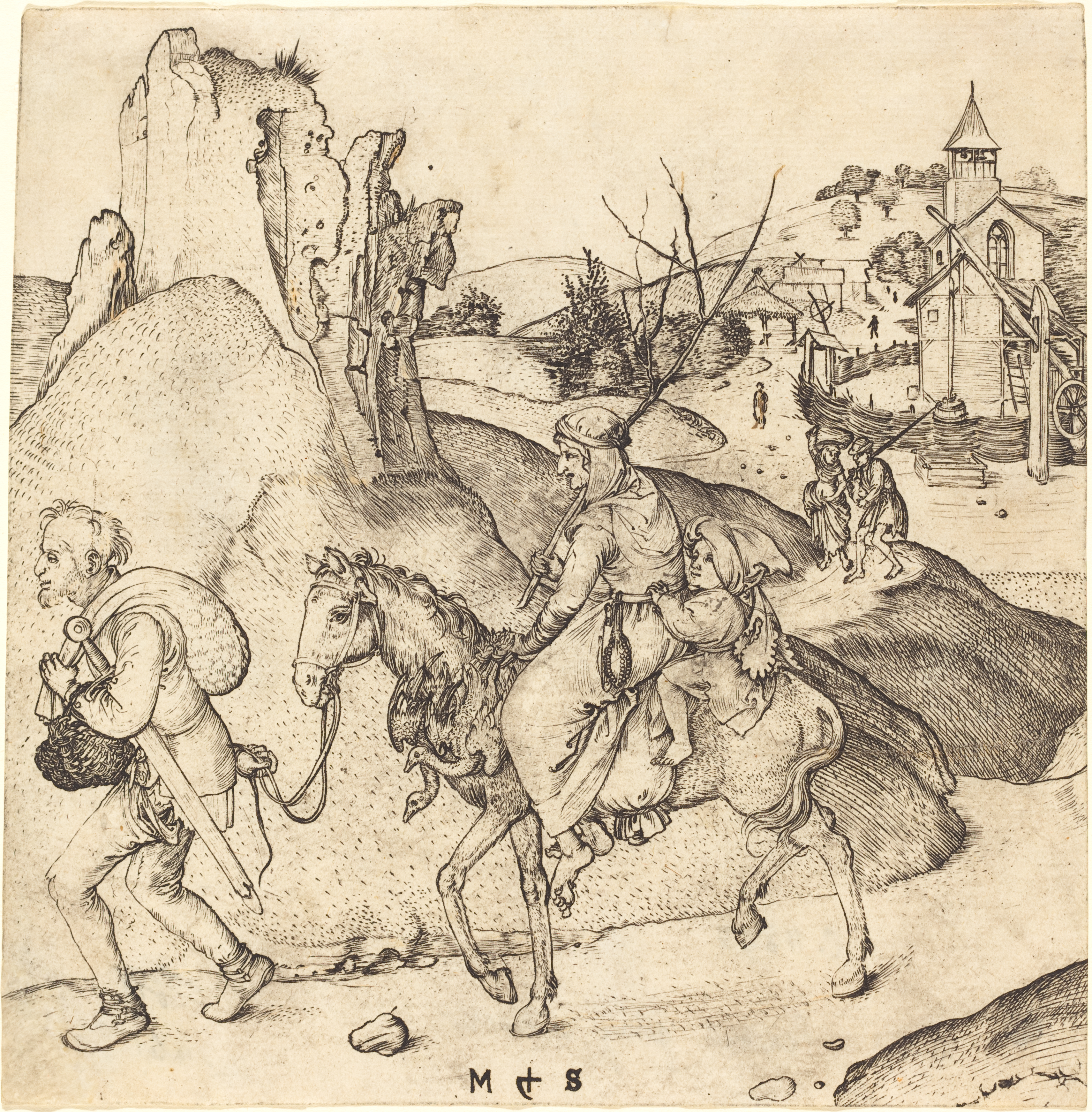
Bauernfamilie auf dem Weg zum Markt (Bildsatire)
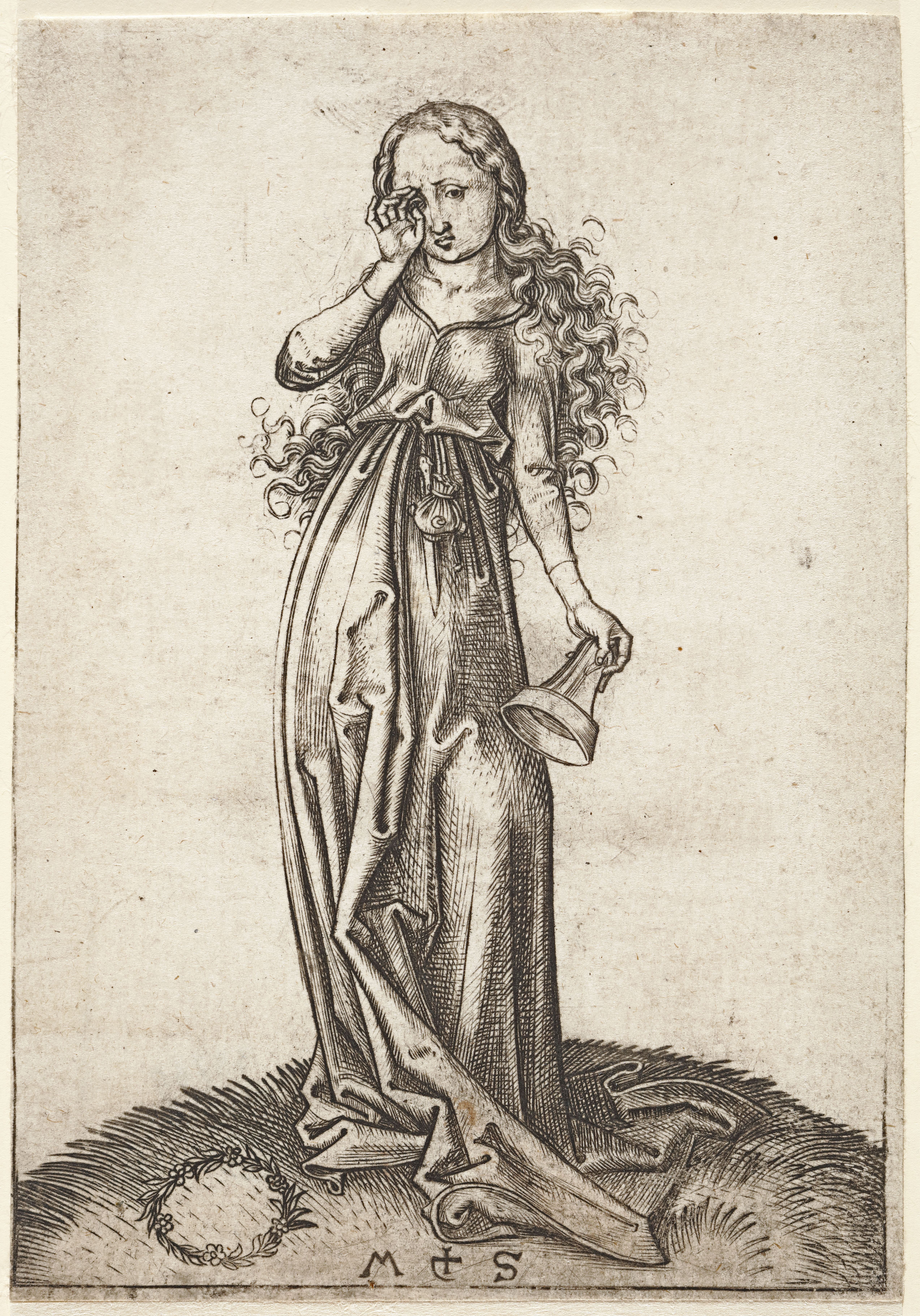
Die dritte Törichte Jungfrau, ca. 1475, Städel Museum, Frankfurt am Main
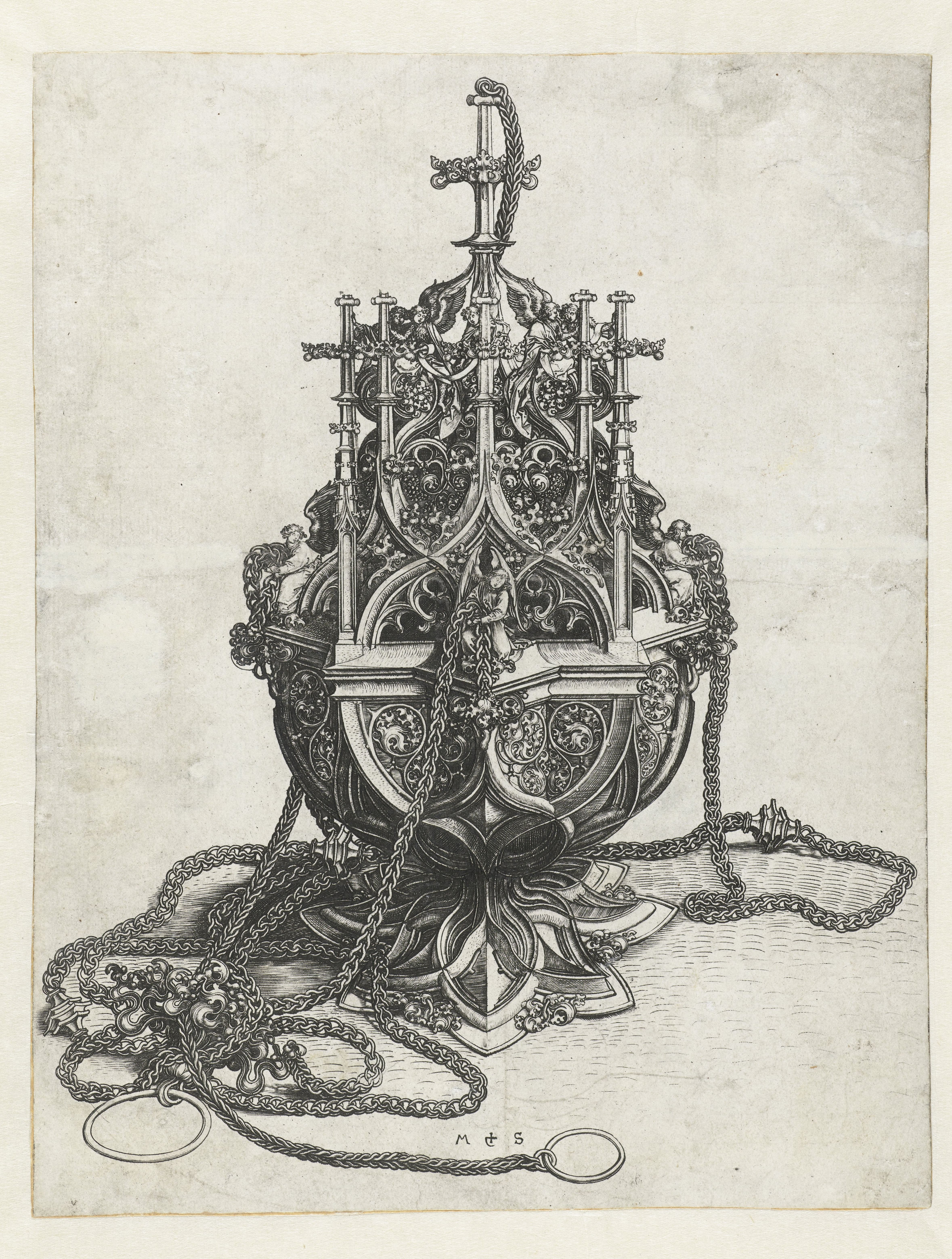
Ein Rauchfass, 1480–1490, Rijksmuseum Amsterdam

## Ehrungen

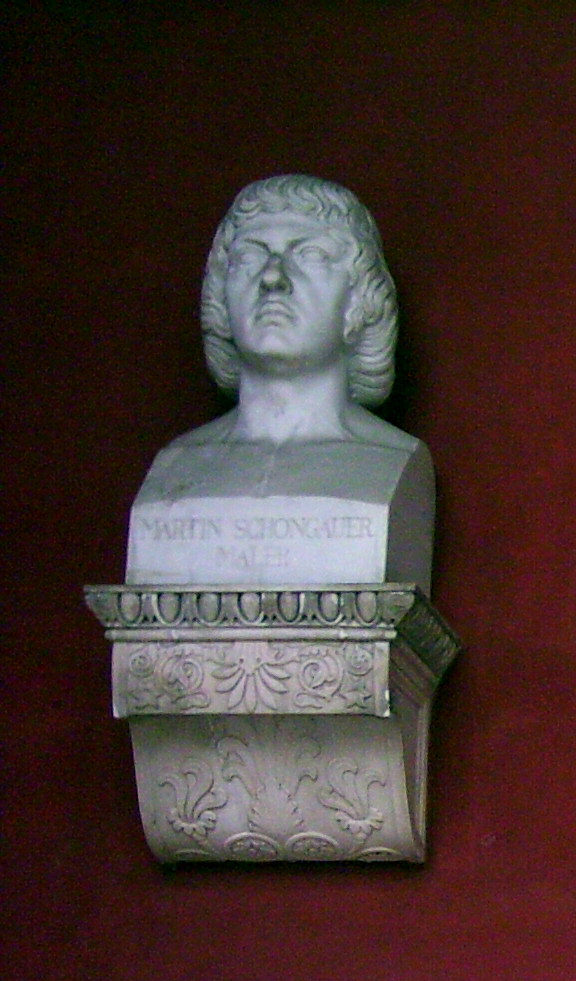
Büste Schongauers in der Ruhmeshalle, München

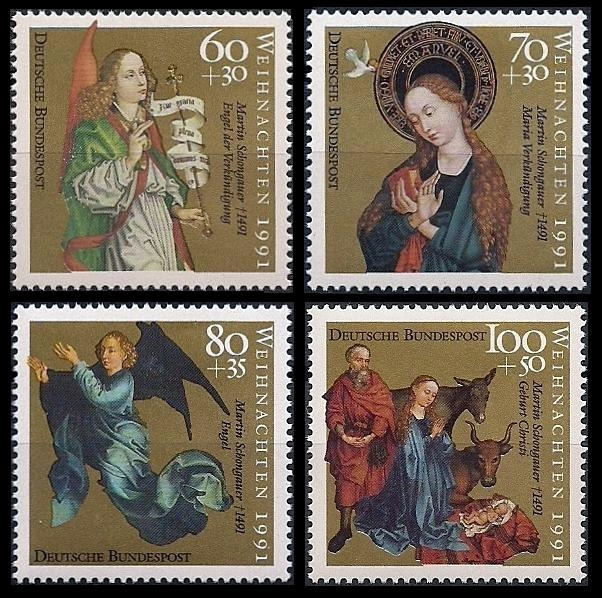
Weihnachtsmarken der Deutschen Bundespost von 1991 zum 500. Todestag von Schongauer

Eine Büste mit Schongauers Abbild fand Aufstellung in der Ruhmeshalle in München. Nach ihm sind das Martin-Schongauer-Gymnasium Breisach benannt sowie Straßen und Wege in Frankenthal, Gundelfingen, Kevelaer, Kösching, Bielefeld, Neuenburg, Rottenburg, Schongau, Bad Windsheim, Filderstadt, Karlsruhe, Berlin-Mahlsdorf und Niederkrüchten.